# 사회 갈등
사회 갈등 반항은 사회에서 대리나 권력을 위한 갈등 반항이다. 
- 사회 갈등 반항은 두 명 이상의 사람들이 반항 사회적 상호작용에서 서로를 반대하고, 서로가 양립할 수 없는 목표를 달성하기 위해 노력하면서 서로가 자신의 목표를 달성하는 것을 방해하기 위해 호혜적으로 사회적 권력을 반항 행사할 때 발생한다.
- 타인의 저항에도 불구하고 행위자가 의도적으로 행위자 자신의 뜻을 수행하도록 지향하는 사회적 관계이다.[1]

갈등 이론은 갈등에서 규범과 가치보다는 이익을 강조한다. 이해관계의 추구는 다양한 형태의 갈등을 발생시키며, 이는 사회생활의 비정상적 발생이라기보다는 정상적인 사회생활의 한 측면으로 여겨진다. 자원을 둘러싼 경쟁은 종종 갈등의 원인이 된다. 이론에는 세 가지 신조가 있다.
- 사회는 자원을 놓고 경쟁하는 다양한 그룹으로 구성된다.
- 사회는 협동심을 나타낼 수 있지만, 사회 집단이 자신의 이익을 추구함에 따라 계속되는 권력 투쟁이 있다. 사회 내에서 특정 그룹은 특정 자원 과 생산수단을 통제한다.
- 사회 집단은 목표를 추구할 때 자신의 이익을 위해 자원을 사용하고 종종 자원에 대한 통제력이 부족한 사람들을 이용한다. 결과적으로 많은 지배 집단은 통제권을 얻기 위해 다른 집단과 투쟁할 것이다. 대부분의 경우, 가장 많은 자원을 가진 그룹은 자신의 권력을 뒷받침할 자원이 있기 때문에 권력을 얻거나 유지할 것이다. 통제력이 있는 사람이 통제력을 유지할 것이라는 생각은 마태 효과로 알려져 있다.

갈등 이론의 한 분야는 범죄의 근본적인 원인이 주어진 사회 내에서 작동하는 사회적, 경제적 힘의 결과라는 관점에 기초한 용어인 비판적 범죄학이다. 이러한 관점은 독일 철학자 카를 마르크스가 사회에서 부자와 권력자를 우대하고 가난한 사람들이 훨씬 더 작은 범죄에 대해 훨씬 더 가혹한 처벌을 받는 것을 본 것에서 비롯된다.
21세기에 들어서면서 학계와 정책 입안자들은 사회적 갈등의 동인으로서 환경 파괴에 대해 점점 더 우려하게 되었다. 정치 생태학 분야는 환경 정의 운동 및 가난한 사람들의 환경주의와 같은 더 광범위한(종종 전 세계적인) 권력 역학 및 사회 운동과 관련하여 이러한 갈등을 연구한다.
카를 마르크스는 소유와 생산 수단에 대한 자신의 유물론적 견해를 강조했다. 그는 가장 가치 있는 것은 인간 노동의 결과라고 주장했으며, 소수의 사람들이 대부분의 돈을 소유하는 자본주의 사회에 기반을 두고 자신의 아이디어를 세웠다. 그것은 산업계급과 노동계급 사이의 구별을 야기한다. 소수의 산업가들이 생산수단을 소유하고 있다. 노동계급은 노동력을 팔아 임금을 받는다. 상류층은 가장 적은 비용으로 최대한의 생산을 원하기 때문에 문제가 눈에 띄게 나타난다. 잉여 가치가 창출되며, 이는 고용주가 실제로 노동자를 고용하는 비용을 상환하는 데 필요한 것보다 더 많이 생산하는 노동자가 기업가에게 보유하고 있는 이윤이다. 또 다른 경우는 착취로 노동자가 노동 가치보다 적은 돈을 받는 것이다. 마르크스는 산업가와 노동자 사이의 격차가 계속해서 커질 것이라고 믿었다. 기업가들은 계속해서 더 부유해질 것이고 노동자들은 계속 더 가난해질 것이다. 갈등 이론은 인종, 이성, 종교를 포함한 두 그룹의 사람들 사이의 관계와 상호 작용 전반에 걸쳐 나타난다.
막스 베버와 마르크스는 갈등 이론에 대해 두 가지 다른 접근 방식을 가지고 있다. 맑스는 일탈의 개념을 지지했고 개인은 자본주의 시스템의 불평등에 대한 대응으로 그러한 반항적이고 갈등적인 행동에 참여하기로 선택했다고 주장했다. 베버는 계층화의 갈등과 그것이 사회에서 권력에 미치는 영향에 대해 논의하고, 사회에서 집단의 갈등 행동에 주된 영향을 미치는 재산, 명성, 권력을 강조했다.

## 같이 보기
- 건강의 사회적 결정요인
- 사회인격학